# Wojciechów (wieś w powiecie namysłowskim)
Wojciechów (niem. Woitsdorf) – wieś w Polsce położona w województwie opolskim, w powiecie namysłowskim, w gminie Wilków.
W latach 1975–1998 miejscowość należała administracyjnie do województwa opolskiego.

## Zabytki
Do wojewódzkiego rejestru zabytków wpisany jest Kościół Nawiedzenia Najświętszej Maryi Panny, z XV w., XVI-XVII w.